# 다키정 (시마네현)
다키정(多伎町)은 시마네현 히카와군에 있던 정이다. 2005년 3월 22일, 이즈모시, 히라타시, 사다정, 고료정, 다이샤정과 합병해 이즈모시의 일부가 되었다. 

## 역사
- 1956년 9월 30일 - 2개의 촌이 합병해 다키촌(多伎村)이 성립하였다.
- 1963년 11월 3일 - 정으로 승격해 다키정이 되었다.
- 2005년 3월 22일 - 이즈모시, 히라타시, 사다정, 고료정, 다이샤정과 합병해 새로운 이즈모시가 성립하였다. 동일 다키정은 폐지되었다.

## 교통

### 철도
- 서일본 여객철도
  - 산인 본선

### 도로
- 국도 제9호선